# Xã West Cooper, Quận Stafford, Kansas
Xã West Cooper (tiếng Anh: West Cooper Township) là một xã thuộc quận Stafford, tiểu bang Kansas, Hoa Kỳ. Năm 2010, dân số của xã này là 61 người.